# 세멕스
세멕스(스페인어: Cemex)는 멕시코의 기업이다. 멕시코 누에보레온주 몬테레이 인근 산페드로에 본사를 둔 멕시코 다국적 건축자재 회사이다. 이 회사는 50개 이상의 국가에서 시멘트, 레미콘 및 골재를 제조 및 유통한다. 2020년에는 8,709만 톤으로 세계 5위의 시멘트 회사(연간 시멘트 생산량 기준)로 선정되었다.
로렌조 잠브라노(Lorenzo Zambrano)는 2014년 5월 21일 사망할 때까지 회장 겸 CEO를 역임했다. 이사회는 로젤리오 잠브라노 로자노(Rogelio Zambrano Lozano)를 회장으로, 페르난도 A. 곤잘레스(Fernando A. Gonzalez)를 CEO로 지명했다.
회사 매출의 약 4분의 1은 멕시코 사업장에서, 3분의 1은 미국 공장에서, 30%는 유럽, 북아프리카, 중동 및 아시아 사업장에서, 나머지는 전 세계 다른 공장에서 나온다.
세멕스는 현재 4개 대륙에서 64개의 시멘트 공장, 1,348개의 레미콘 시설, 246개의 채석장, 269개의 유통 센터 및 68개의 해양 터미널을 운영하고 있다.
2021년 포브스 글로벌 2000에서 세멕스는 연간 매출이 130억 달러가 넘는 세계에서 1,178번째로 큰 상장 기업으로 선정되었다.
회사의 본사는 멕시코 북동부 누에보레온 주의 몬테레이 수도권에 속한 도시인 산 페드로 가르사 가르시아에 있다.

## 같이 보기
- 멕시코의 경제